# Головино (Раменский район)
Головино́ — деревня в Раменском муниципальном районе Московской области. Входит в состав сельское поселение Ганусовское. Население — 15 чел. (2010).

## Название
Название связано с некалендарным личным именем Голова.

## География
Деревня Головино расположена в юго-западной части Раменского района, примерно в 26 км к юго-западу от города Раменское. Высота над уровнем моря 140 м. Рядом с деревней протекает река Гнилуша. Ближайший населённый пункт — деревня Патрикеево.

## История
В 1926 году деревня являлась центром Головинского сельсовета Лобановской волости Бронницкого уезда Московской губернии.
С 1929 года — населённый пункт в составе Бронницкого района Коломенского округа Московской области. 3 июня 1959 года Бронницкий район был упразднён, деревня передана в Люберецкий район. С 1960 года в составе Раменского района.
До муниципальной реформы 2006 года деревня входила в состав Ганусовского сельского округа Раменского района.

## Население
| 1926 | 2002 | 2010 |
| ---- | ---- | ---- |
| 136  | ↘15  | →15  |

В 1926 году в деревне проживало 136 человек (67 мужчин, 69 женщин), насчитывалось 29 хозяйств, из которых 28 было крестьянских. По переписи 2002 года — 15 человек (5 мужчин, 10 женщин).